# Mount Airy (North Carolina)
Mount Airy is een plaats (city) in de Amerikaanse staat North Carolina, en valt bestuurlijk gezien onder Surry County.

## Demografie
Bij de volkstelling in 2000 werd het aantal inwoners vastgesteld op 8484.
In 2006 is het aantal inwoners door het United States Census Bureau geschat op 8457, een daling van 27 (-0,3%).

## Geografie
Volgens het United States Census Bureau beslaat de plaats een oppervlakte van
21,7 km², geheel bestaande uit land.
Ongeveer 20 kilometer ten zuiden van de stad ligt de berg Pilot Mountain.

## Plaatsen in de nabije omgeving
De onderstaande figuur toont nabijgelegen plaatsen in een straal van 16 km rond Mount Airy.

## Geboren in Mount Airy
Andy Griffith (1926-2012), acteur